# Deuce (Wrestler)
James William Reiher, Jr. (* 1. September 1971 in Lāʻie, Hawaii), besser bekannt unter seinem Ringnamen Deuce, ist ein US-amerikanischer Wrestler, der bis Ende Juni 2009 bei der World Wrestling Entertainment tätig war und in deren wöchentlichen Fernsehsendungen auftrat. Sein bisher größter Erfolg ist der Erhalt des WWE Tag Team Champion Titels. Reiher ist der Adoptivsohn der Wrestlinglegende Superfly Jimmy Snuka.

## Karriere
Durch seinen Vater kam Reiher bereits früh mit dem Wrestling in Berührung. Trotzdem arbeitete er zunächst in Utah als Kameramann und Jugendberater. Nebenbei betrieb er erfolgreich Bodybuilding. Ab 2000 begann Reiher mit dem Wrestling nach Training durch seinen Vater. Danach konnte er einen Vertrag mit der WWE unterzeichnen, welche ihn in die Entwicklungsligen der Organisation schickte.
Am 25. Mai 2005 durfte Reiher dort ein Turnier um den OVW Television Title gewinnen, den er zwei Wochen später allerdings wieder abgeben musste. Am 24. August gewann er eine Battle Royal und bekam ein Match um Johnny Jeters OVW Champion Title, welches er jedoch verlor.
Im Januar 2006 bildete Reiher ein Team mit Domino. Am 19. März besiegte er Mike Mizanin, um den OVW Southern Tag Team Title für sein Team zu gewinnen. Jedoch verloren sie ihn wieder am 5. April.
Am 19. Januar 2007 debütierte Reiher zusammen mit Domino und deren Managerin Cherry bei SmackDown! als Deuce ’n Domino. Von Paul London und Brian Kendrick gewannen sie am 17. April 2007 die WWE Tag Team Championship. Bei der SmackDown! Ausgabe vom 31. August 2007 verloren sie an Matt Hardy und MVP die Tag Team Titel. Das Tag Team endete am 20. Juni 2008.
Kurz darauf, im WWE Draft am 24. Juni 2008, wechselte Reiher zu RAW. Dort nannte er sich ab dem 13. Dezember 2008 Sim Snuka und gab sich als Sohn von Jimmy Snuka zu erkennen. Nach mehreren Versuchen, Teil der Legacy zu werden, trat er kaum noch auf. Am 19. Juni 2009 wurde er von der WWE entlassen.

## Erfolge
- World Wrestling Entertainment

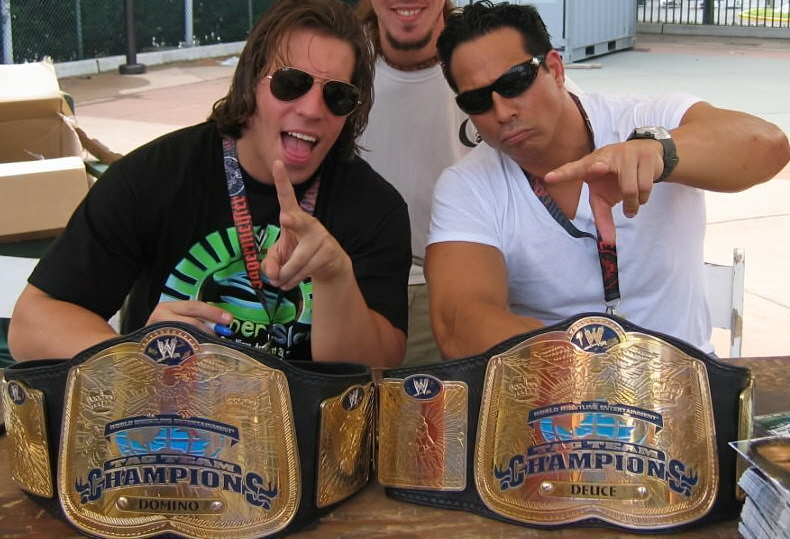
Domino links, Deuce rechts

- 1× WWE Tag Team Champion (mit Domino)

- Ohio Valley Wrestling

- 3× OVW Southern Tag Team Champion (3× mit Domino)
- 1× OVW Television Champion

- Deep South Wrestling

- 1× DSW Tag Team Champion (mit Domino)

- International Wrestling Association

- 1× IWA Hardcore Champion